# MTV Movie Award alla migliore performance rivelazione maschile
L'MTV Movie Award per la migliore performance rivelazione maschile (MTV Movie Award for Best Male Breakthrough Performance) è un premio cinematografico statunitense assegnato annualmente nel corso degli MTV Movie Awards dall'edizione del 1999 all'edizione del 2005 e nell'edizione del 2009.
Nelle altre edizioni è stato assegnato un unico premio, senza distinzione di sesso, per la migliore performance rivelazione (Breakthrough Performance).

## Vincitori e candidati
I vincitori sono indicati in grassetto, a seguire gli altri candidati.
- 1999: James Van Der Beek - Varsity Blues
  - Ray Allen - He Got Game
  - Robert McGowenn - Shakespeare in Love
  - Josh Hartnett - Halloween 20 anni dopo (Halloween H20: 20 Years Later)
  - Chris Rock - Arma letale 4 (Lethal Weapon 4)
- 2000: Haley Joel Osment - Il sesto senso (The Sixth Sense)
  - Wes Bentley - American Beauty
  - Jason Biggs - American Pie
  - Michael Clarke Duncan - Il miglio verde (The Green Mile)
  - Jamie Foxx - Ogni maledetta domenica (Any Given Sunday)
- 2001: Sean Patrick Thomas - Save the Last Dance
  - Jack Black - Alta fedeltà (High Fidelity)
  - Patrick Fugit - Quasi famosi (Almost Famous)
  - Tom Green - Road Trip
  - Hugh Jackman - X-Men
  - Ashton Kutcher - Fatti, strafatti e strafighe (Dude, Where's My Car?)
- 2002: Orlando Bloom - Il Signore degli Anelli - La Compagnia dell'Anello (The Lord of the Rings: The Fellowship of the Ring)
  - DMX - Ferite mortali (Exit Wounds)
  - Colin Hanks - Orange County
  - Daniel Radcliffe - Harry Potter e la pietra filosofale (Harry Potter and the Philosopher's Stone)
  - Paul Walker - Fast and Furious (The Fast and the Furious)
- 2003: Eminem - 8 Mile
  - Nick Cannon - Drumline
  - Kieran Culkin - Igby Goes Down
  - Derek Luke - Antwone Fisher
  - Ryan Reynolds - Maial College (National Lampoon's Van Wilder)
- 2004: Shawn Ashmore - X-Men 2 (X2: X-Men United)
  - Shia LaBeouf - Holes - Buchi nel deserto (Holes)
  - Ludacris - 2 Fast 2 Furious
  - Omarion - SDF Street Dance Fighters (You Got Served)
  - Cillian Murphy - 28 giorni dopo (28 Days Later)
- 2005: Jon Heder - Napoleon Dynamite
  - Tim McGraw - Friday Night Lights
  - Zach Braff - La mia vita a Garden State (Garden State)
  - Freddie Highmore - Neverland - Un sogno per la vita (Finding Neverland)
  - Tyler Perry - Amori e sparatorie (Diary of a Mad Black Woman)
- 2009: Robert Pattinson - Twilight
  - Ben Barnes - Le cronache di Narnia - Il principe Caspian (The Chronicles of Narnia: Prince Caspian)
  - Bobb'e J. Thompson - Role Models
  - Dev Patel - The Millionaire (Slumdog Millionaire)
  - Taylor Lautner - Twilight